# Repicatalons de Lapònia

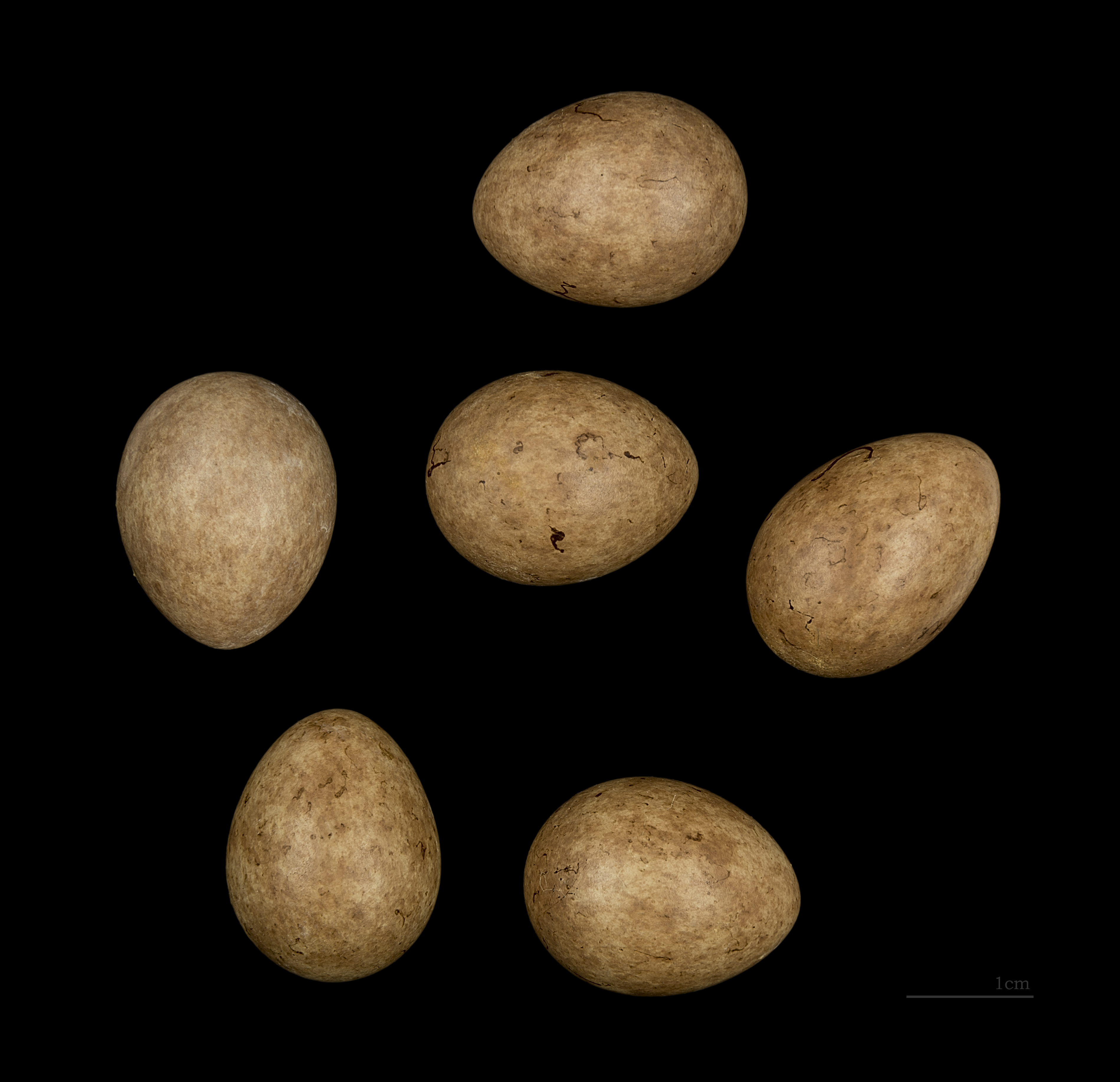
Calcarius lapponicus

El repicatalons de Lapònia (Calcarius lapponicus) és una espècie d'ocell de la família dels calcàrids (Calcariidae) que habita zones de tundra des de Groenlàndia i nord d'Escandinàvia, cap a l'est, a través del nord de Rússia, Nova Terra i nord de Sibèria, incloent Nova Sibèria i les illes Wrangel, fins a la península dels Txuktxis, i, cap al sud, a través de Txukotka fins a Kamtxatka i les illes del Comandant, oest i nord d'Alaska, illes del Mar de Bering, Aleutianes, nord del Canadà, incloent les illes àrtiques. Passen l'hivern més cap al sud.